# 重岡康弘
重岡 康弘（しげおか やすひろ、1958年（昭和33年）11月13日 - ）は、日本の海上自衛官、 第48代自衛艦隊司令官（海将）。

## 略歴
山口県岩国市出身。1981年（昭和56年）3月、防衛大学校（第25期）を卒業後、海上自衛隊入隊、職種は戦術航空士。2015年（平成27年）7月28日の閣議において、8月4日をもって第48代自衛艦隊司令官に任命する旨の人事が了承・発令された。

## 年譜
- 1981年（昭和56年）3月：防衛大学校第25期（土木）卒業、海上自衛隊入隊
- 1995年（平成07年）7月：2等海佐に昇任
- 2000年（平成12年）1月：1等海佐に昇任
- 2001年（平成13年）9月20日：海上幕僚監部防衛部防衛課業務計画班長
- 2003年（平成15年）8月20日：第6航空隊司令
- 2005年（平成17年）7月28日：海上幕僚監部人事教育部人事計画課長
- 2006年（平成18年）8月4日：海将補に昇任、第2航空群司令
- 2008年（平成20年）8月1日：海上幕僚監部総務部長
- 2009年（平成21年）12月7日：防衛監察本部監察官
- 2011年（平成23年）8月5日：佐世保地方総監部幕僚長
- 2012年（平成24年）12月4日：海将に昇任、航空集団司令官
- 2014年（平成26年）3月28日：海上幕僚副長
- 2015年（平成27年）8月4日：第48代 自衛艦隊司令官に就任
- 2016年（平成28年）12月22日：退官。退官後はジブラルタ生命保険株式会社顧問に就任[2]